# Niherne
Niherne är en kommun i departementet Indre i regionen Centre-Val de Loire i de centrala delarna av Frankrike. Kommunen ligger i kantonen Châteauroux-Ouest som tillhör arrondissementet Châteauroux. År 2022 hade Niherne 1 457 invånare.

## Befolkningsutveckling
Antalet invånare i kommunen Niherne
Referens:INSEE